# Anvil (hudební skupina)
Anvil je kanadská heavymetalová skupina, která vznikla v Torontu v roce 1981. Historie kapely sahá až do roku 1973, kdy spolu začali hrát dva středoškolští spolužáci, Steve Kudlow a Robb Reiner. V roce 1978 dali dohromady první stálou kapelu, která existovala pod názvem Lips až do roku 1981, kdy vznikla skupina Anvil. S vydáváním alb začali již v roce 1981. Jedinými stálými členy jsou Kudlow (zpěv, kytara) a Reiner (bicí). Baskytaristé se v kapele často střídali. V určitých obdobích kapela vystupovala ještě s druhým kytaristou.

## Diskografie
Studiová alba
- Hard 'n' Heavy (1981)
- Metal on Metal (1982)
- Forged in Fire (1983)
- Strength of Steel (1987)
- Pound for Pound (1988)
- Worth the Weight (1992)
- Plugged in Permanent (1996)
- Absolutely No Alternative (1997)
- Speed of Sound (1999)
- Plenty of Power (2001)
- Still Going Strong (2002)
- Back to Basics (2004)
- This Is Thirteen (2007)
- Juggernaut of Justice (2011)
- Hope in Hell (2013)
- Anvil Is Anvil (2016)
- Pounding the Pavement (2018)
- Legal at Last (2020)
- Impact is Imminent (2022)